# Yutong City Master
Le Yutong City Master est un modèle de bus à impériale et plancher surbaissé spécialement conçu pour les transports publics de la ville de Skopje. Le style rétro du bus est prévu pour rappeler celui des anciens bus de Londres, l'AEC Routemaster.
En 2010, le gouvernement de la République de Macédoine a commandé 202 bus au fabricant chinois Yutong, dont deux bus partiellement découvrables avec toit amovible, ces deux derniers étant destinés au transport de touristes sur un circuit de découverte de la ville. En 2011, 15 autres bus découvrables ont été commandés.
Le premier bus découvrable et 65 bus normaux ont été mis en service le 6 septembre 2011, sous le nom de City Master.
Le coût du projet est estimé à plus de 41 millions d'euros. Le projet a été intégralement financé par le gouvernement macédonien.

## Design
Les bus adoptent un style "rétro" similaire à celui du Routemaster originel. Les macédoniens sont habitués à l'aspect particulier de ce bus : avant le tremblement de terre de 1963 à Skopje, la ville s'était équipée avec les anciens bus à impériale de Londres.
Le bus prototype a commencé à rouler dans les rues de Skopje le 1er mars 2011, avec l'immatriculation ZK6116HGS.